# Bernhard Christ
Bernhard Christ (* 9. Dezember 1942 in Basel) ist ein Schweizer Rechtsanwalt, Notar, Politiker und Übersetzer. Er war unter anderem Präsident des Grossen Rates des Kantons Basel-Stadt.

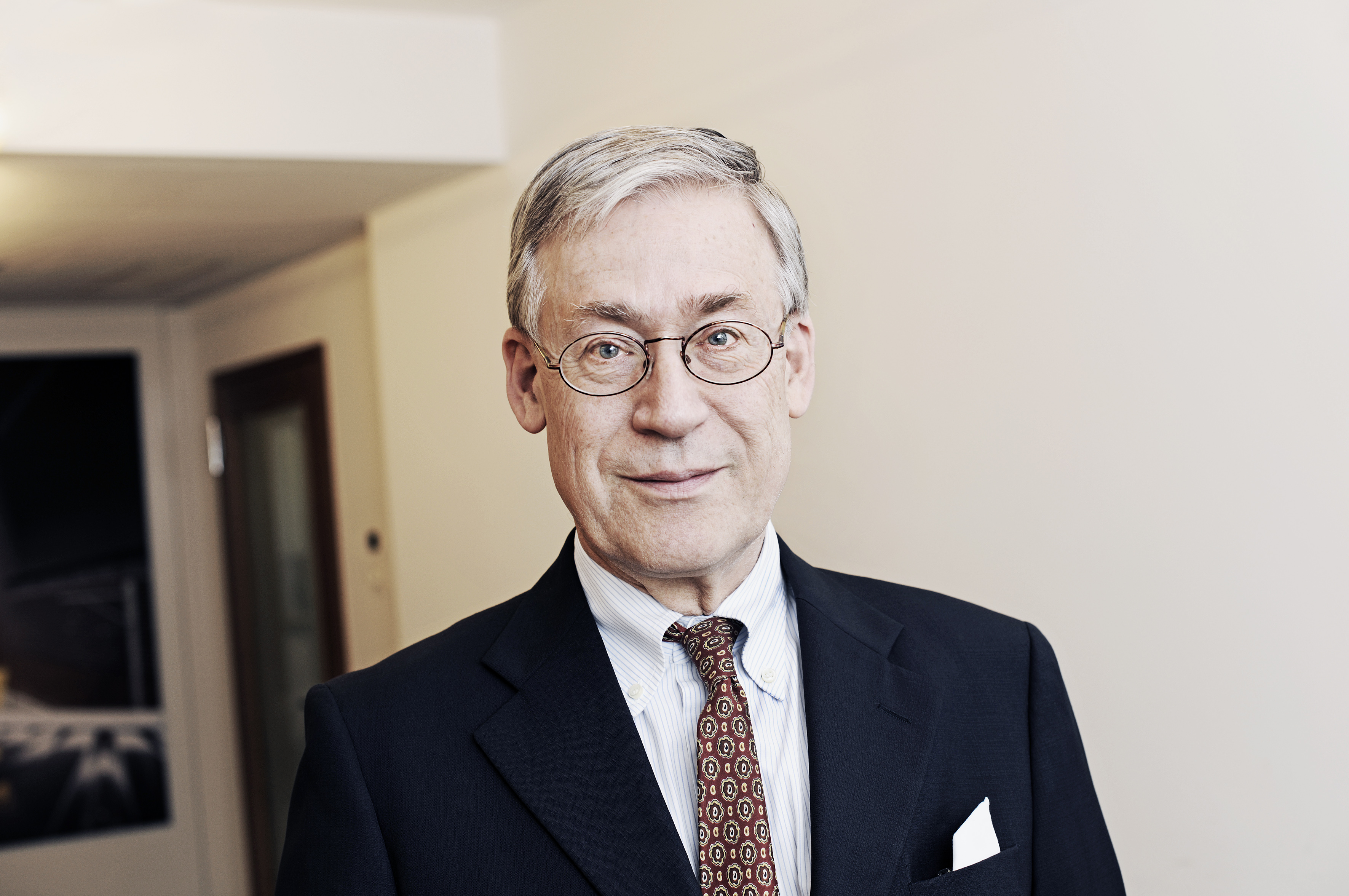
Bernhard Christ (2012)

## Leben

### Rechtsanwalt
Bernhard Christ besuchte das Gymnasium am Münsterplatz und studierte und promovierte an der Universität Basel. Er war u. a. der Anwalt der Firestone Schweiz AG im damals Aufsehen erregenden Prozess um die Betriebsschliessung der Pneufabrik in Pratteln am 22. März 1978, bei dem es um Entschädigungszahlungen für die 600 entlassenen Arbeiter ging. Später war er als Senior Partner der Anwaltskanzlei Vischer in Basel tätig.

### Politiker
Als Politiker war Christ vom 6. November 1979 bis 30. April 1988 und vom 11. Mai 1992 bis 31. Januar 2003 Mitglied des Grossen Rats des Kantons Basel-Stadt. Am 10. Mai 1984 wurde er zum Grossratspräsidenten gewählt. Ausserdem war er von 1999 bis 2005 Mitglied des Verfassungsrats des Kantons, 2001 Verfassungsratspräsident, Mitglied im kantonalen Erziehungsrat und in der Leitung der Reformierten Kirche sowie in gemeinnützigen Stiftungen.

### Übersetzer
Bernhard Christs Übertragung der Göttlichen Komödie von Dante Alighieri erschien 2021 zum 700. Todestag des Dichters im Schwabe Verlag und ist auf der Liste der Deutschen Dante-Gesellschaft als 53. Gesamtübersetzung aufgeführt. Christ übertrug den Text in Prosa. In der Rezension von Ulrich Klappstein über Bernhard Christs Übertragung wird die Kontroverse der Übersetzung in Verse oder Prosa diskutiert.

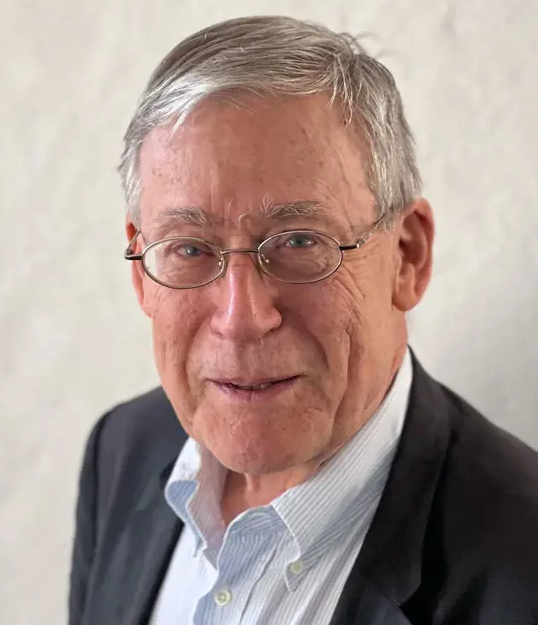
Bernhard Christ (2023)

### Familie
Bernhard Christ ist seit 1975 mit Marie-Isabelle de Pury verheiratet und hat drei erwachsene Kinder und sechs Enkel.

## Veröffentlichungen (Auswahl)
- Die Basler Stadtgerichtsordnung von 1719 als Abschluss der Rezeption in Basel, Basel und Stuttgart 1971 (Dissertation)[16]
- Das Kontrollrecht des Kommanditärs, Juristische Fakultät der Universität Basel, Basel und Stuttgart, 1973, Festgabe zum Schweizerischen Juristentag 1975
- Der Darlehensvertrag, in: Schweizerisches Privatrecht, Obligationenrecht, Besondere Vertragsverhältnisse, Basel und Stuttgart 1979, Band VII, 2, Frank Vischer (Hrsg.)
- Staatsrechtsgeschichtliche Anmerkungen zu einem Eidgenössischen Staatskalender aus dem Jahre 1718, Basel 1981, Festgabe Adolf Sebass
- Reden des Präsidenten des Grossen Rates 1984/85, Basel, 1986, LDP Schriftenreihe 4
- Der Grosse Rat von Basel-Stadt, in: Paul Stadlin (Hrsg.) Die Parlamente der schweizerischen Kantone, Zug 1990
- mit Markus Kutter: Liberale Politik – eine Standortbestimmung, 1. Ausgabe 1992, 2. Ausgabe 2014 (Publikation der Liberal-Demokratischen Partei (Basel-Stadt))
- Die Loslösung der alten Eidgenossenschaft vom Heiligen Römischen Reich Deutscher Nation, Basel, 2000. In: Wettstein, die Schweiz und Europa, Historisches Museum Basel (Hrsg.), Basel 1998
- Symposium für Frank Vischer, herausgegeben von Bernhard Christ und Ernst A. Kramer. Helbing & Lichtenhahn, Basel 2005
- Basler Denkmalschutzrecht im Vollzug, in: 25 Jahre Basler Denkmalschutzgesetz – Ein kritischer Rückblick, (Freiwillige Denkmalpflege, 2004–2008), Basel 2008
- Der Willensvollstrecker Art. 517 und 518 ZGB, in: Praxiskommentar Erbrecht, Daniel Abt/Thomas Weibel, Helbing Lichtenhahn Verlag, Basel 2009; 5. Aufl. 2023
- Übersetzer und Kommentator: Dante Alighieri, Commedia, Schwabe Verlag, Basel/Berlin 2021, ISBN 978-3-7965-4420-0[10][11]

## Auszeichnungen und Ehrungen
- 2008: Ehrendoktorat der Theologischen Fakultät der Universität Basel[17]
- 2018: Karl-Barth-Preis der Union Evangelischer Kirchen in der Evangelischen Kirche in Deutschland (UEK)[18]

## Mitgliedschaften (Auswahl)
- Karl Barth-Stiftung[19], Leiter von 1984 bis 2024
- E. E.[20] Zunft zum Schlüssel (Basel), Meister von 1986 bis 1998
- Liberal-Demokratische Partei (Basel-Stadt): Fraktionssprecher im Grossen Rat[21] und auf nationaler Ebene tätig[22]
- Historisches Museum Basel: Mitglied ab 1973/4, Präsident unter zwei Direktoren hintereinander
- (Staatliche) Kommission zum Historischen Museum (Aufsichtskommission für das HMB): Mitglied
- Sophie und Karl Binding Stiftung: seit 1986 Mitglied des Stiftungsrats und von 1997 bis 2013 dessen Präsident[23]
- Hansa AG: Präsident des Verwaltungsrats